# Fernando Farías Bravo
Luis Fernando Farías Bravo (Palmilla, 11 de abril de 1932 - Santa Cruz, 21 de noviembre de 1999), fue un político chileno, que se desempeñó como alcalde, regidor y concejal de Santa Cruz.

## Vida
Fue hijo de Luis Enrique Farías y de Dora Bravo. Contrajo matrimonio el 17 de septiembre de 1953 con Marta Rosa León Hinojosa.
Comenzó su actividad política en 1971, cuando fue electo regidor por Santa Cruz, para el período 1971-1975. Dentro del municipio fue elegido Alcalde desde 1971 a 1973; fue apoyado por el Partido Demócrata Cristiano.
Tras el golpe militar de 1973, permaneció en su cargo como designado e interino, hasta que fue reemplazado el 10 de noviembre de 1973.
Con el nuevo sistema de elección para las autoridades municipales, en 1992 fue elegido concejal de Santa Cruz, hasta 1996. Reelegido para el período 1996 al 2000. Falleció en el Hospital de Santa Cruz, a causa de un infarto al miocardio, y no pudiendo completar su período de concejal.